# زامار
زامار (به لاتین: Zamar) یک منطقهٔ مسکونی در جمهوری خلق چین است که در  کوناگای  واقع شده‌است. زامار ۳۰۵* نفر جمعیت دارد و ۴٬۹۸۱ متر بالاتر از سطح دریا واقع شده‌است.